# 米歇尔·巴蒂斯塔
米歇尔·巴蒂斯塔（西班牙語：Michel Batista，1984年4月20日—），古巴男子摔跤运动员。他曾代表古巴参加2008年夏季奥林匹克运动会摔跤比赛，获得男子自由式96公斤级铜牌。